# Buckhurst Park
Buckhurst Park est une maison de campagne anglaise et un parc paysager à Withyham, dans l'East Sussex. C'est le siège de William Sackville (11e comte De La Warr).
La maison est un bâtiment classé et est ouverte au public . Le parc, aménagé par Humphry Repton, est classé Grade II* dans le registre national des parcs et jardins historiques. Il y a des jardins à la française, aménagés par Edwin Lutyens et plantés par Gertrude Jekyll.

## Histoire

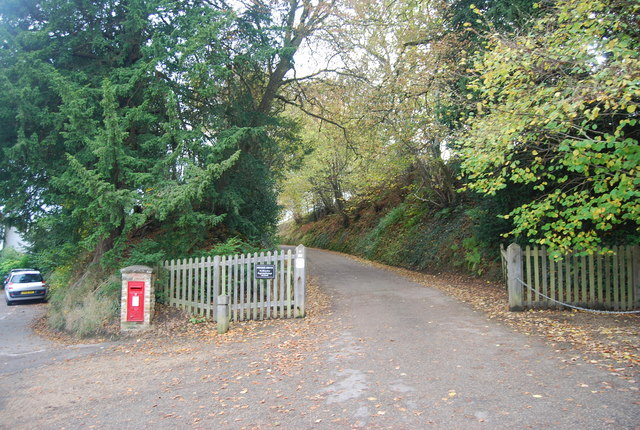
entrée de Buckhurst Park

En l'an 1086, selon le 11e comte De La Warr, Buckhurst fait partie d'un domaine qui est enregistré dans le Domesday Book comme appartenant à "Ralph de Dene (dont le grand-père est échanson du roi Édouard le Confesseur) qui... passe à la famille Sackville par le mariage du descendant de Ralph, Ela de Dene à Jordan de Sackville en 1140" .
Le 7e comte De La Warr, écrivant en 1857, rapporte qu'une maison d'habitation et un jardin bien construits ont été mentionnés en 1274, et qu'un parc à cerfs sur le domaine a été mentionné au XIVe siècle, sous le règne d'Édouard Ier .
Une étude des terres de la baronnie de Buckhurst en 1597-1598 enregistre que la propriété de Lord Buckhurst est divisée en deux propriétés : le grand parc de Buckhurst et le petit parc de Buckhurst, également appelés Buckhurst Park et Stonelands Park . Le manoir d'origine se trouve à Buckhurst Park, sur 1 150 acres de « terrains de prairies et de bois... [et] pour la subsistance et l'entretien des cerfs ». Stonelands Park contient 520 acres boisés dont Stonelands Lodge, un pavillon de chasse composé d'une maison avec une grange et un jardin ; un parent, Andrew Sackville, y réside en tant que gardien du parc .
Buckhurst Place, le manoir d'origine, est une grande maison avec cour en partie entourée de douves à Buckhurst Park . Les beautés de la maison et du domaine en 1579 sont louées dans un poème latin de l'universitaire écossais Hercules Rollock . Buckhurst est la maison de la famille Sackville jusqu'à ce qu'elle soit libérée au début des années 1600 par Thomas Sackville (1er comte de Dorset) ,. Thomas Sackville est un cousin de la reine Élisabeth Ire par la famille de sa mère, Anne Boleyn ,. Ses relations avec la cour lui valent une fortune considérable, lui permettant de garder un personnel de maison d'au moins 220 personnes  et d'élaborer des plans pour un nouveau manoir sur le domaine de Buckhurst, avant même son élévation aux titres de Lord Buckhurst et comte de Dorset .
Le bâtiment est abandonné vers 1605, après que Thomas Sackville ait déplacé sa famille et sa maison de Buckhurst Place à Knole House dans le Kent, un grand palais qui lui est accordé par la reine Elizabeth en 1566 ,. Une grande partie de Buckhurst Place est démolie au début du XVIIe siècle et ses matériaux sont utilisés vers 1616-1619 pour construire un hospice appelé College for the Poor (aujourd'hui Sackville College) à East Grinstead, laissant la tour de la passerelle comme le seul vestige ,.

## Stoneland et Buckhurst Park

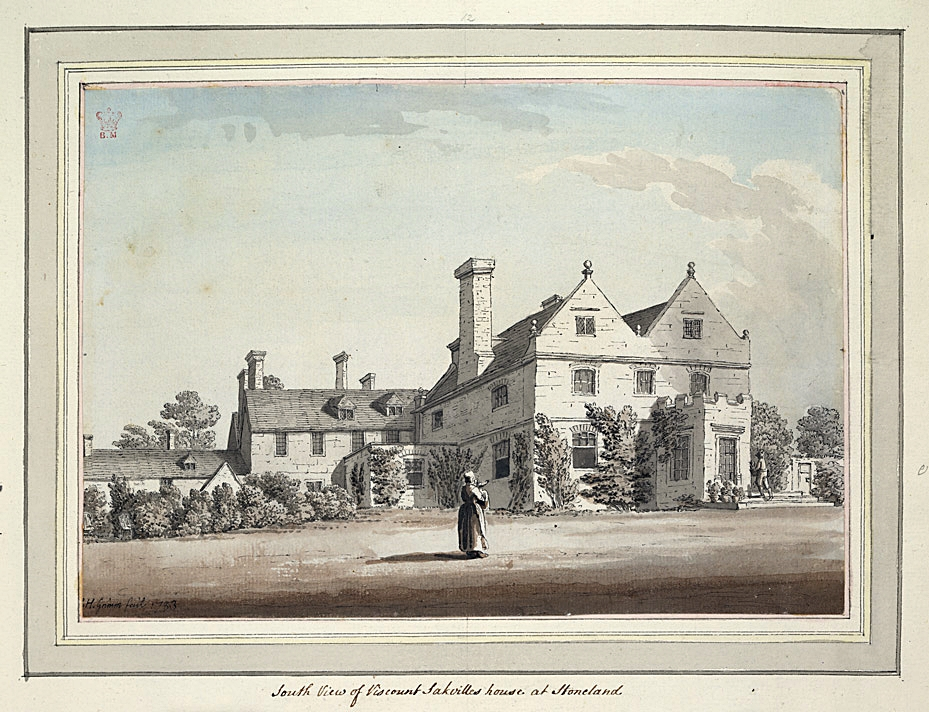
Stoneland Lodge, maintenant Buckhurst House, en 1783

Après avoir déménagé à Knole House, Sackville poursuit ses projets de construction d'une nouvelle maison à Buckhurst . La construction de la nouvelle maison, appelée « Stoneland », commence en 1603, sur le site de Stoneland Lodge, l'ancien pavillon de chasse dans le plus petit parc ,. À la mort de Sackville en 1608, son fils Robert Sackville (2e comte de Dorset), réduit la portée des plans originaux mais poursuit la construction d'un grand manoir, conçu comme une résidence pour l'intendant, sans jardin à la française ,.
La résidence reçoit des ajouts considérables au milieu du XVIIIe siècle par Lionel Sackville, 1er duc de Dorset, qui utilise Stoneland comme retraite d'été occasionnelle . La maison actuelle est datée de cette époque ; selon la Sussex Record Society, « l'ancien Stoneland Lodge, maintenant appelé Buckhurst House, [a été] construit en 1743 » . Le troisième fils du duc de Dorset, George Germain, 1er vicomte Sackville, occupe la maison comme résidence d'été jusqu'à sa mort en 1785 .
La maison a depuis été beaucoup rénovée, notamment au début du XIXe siècle par une rénovation de style élisabéthain pour Arabella, la duchesse de Dorset et son second mari, Lord Whitworth, qui occupe la maison et l'améliore ainsi que le terrain. La duchesse incorpore dans le terrain de la maison une partie du plus grand parc qui a appartenu à Buckhurst Place, et abandonne le nom Stoneland, donnant à l'ensemble du domaine le nom de Buckhurst Park ,.
Buckhurst Park est aménagé en 1830-1835 par Humphry Repton, dont les plans de paysage pour le parc sont incorporés dans l'un de ses "Livres rouges",  et le remodelage de la maison est réalisé selon les plans de son fils, John Adey Repton. La duchesse de Dorset commande aussi une promenade au bord du lac d'arbustes et d'arbres d'ornement, ainsi qu'un hangar à bateaux, au paysagiste Lewis Kennedy, connu pour les jardins à la française de l'impératrice Joséphine au château de Malmaison .
Dans les premières décennies du XXe siècle, le domaine est loué pour plus de 25 ans à Robert Henry Benson (1850-1929), un banquier d'affaires et collectionneur d'art, qui continue à apporter des améliorations à la maison ,. Trouvant la maison et le terrain tels que Repton les a laissés, en 1902, il fait appel à l'architecte Edwin Lutyens pour ajouter une vaste aile ,.
L'aile ajoutée par Lutyens a depuis été démolie, mais un bassin submergé en face de son ancienne « Nouvelle salle » subsiste, et les jardins environnants de Gertrude Jekyll qui l'entourent ont ensuite été soigneusement recréés à partir des plans de plantation de Jekyll, redécouverts dans un tiroir à Buckhurst . Les figuiers Brunswick préférés de Lutyens ont également survécu à la démolition .

## Le bois des cent acres
Dans le domaine de Buckhurst Park se trouve le " Hundred Acre Wood ", une zone séparée de la Forêt d'Ashdown par le déboisement en 1678, lorsque Stoneland est en possession de Charles Sackville (6e comte de Dorset). L'écrivain Alan Alexander Milne, qui vivait à proximité à Cotchford Farm, Hartfield, rend célèbre le bois des cent acres comme cadre des histoires de Winnie l'ourson.